# Danh sách cầu thủ tham dự Giải vô địch bóng đá nữ U-17 châu Âu 2018
Dưới đây là danh sách đội hình các đội bóng tham dự Giải vô địch bóng đá nữ U-17 châu Âu 2018 ở Litva. Mỗi đội tuyển phải đăng ký đội hình 20 cầu thủ sinh trong hoặc sau ngày 1 tháng 1 năm 2001.

## Bảng A

### Litva
Lithuania công bố đội hình vào ngày 1 tháng 5 năm 2018.
Huấn luyện viên: Ieva Kibirkštis
| 0#0 | Vị trí | Cầu thủ              | Ngày sinh và tuổi           | Câu lạc bộ           |
| --- | ------ | -------------------- | --------------------------- | -------------------- |
| 3   | HV     | Gintarė Blažytė      | 8 tháng 1, 2001 (17 tuổi)   | MFA Žalgiris Vilnius |
| 4   | HV     | Alina Špakovskaja    | 11 tháng 9, 2003 (14 tuổi)  | Vilniaus FM          |
| 7   | TV     | Sylvia Šafranovič    | 29 tháng 8, 2001 (16 tuổi)  | MFA Žalgiris Vilnius |
| 8   | HV     | Eva Jakaitė          | 5 tháng 3, 2002 (16 tuổi)   | Kauno Žalgiris       |
| 9   | TĐ     | Erika Šupelytė       | 28 tháng 7, 2003 (14 tuổi)  | MFA Žalgiris Vilnius |
| 10  | TV     | Gabija Toropovaitė   | 28 tháng 1, 2002 (16 tuổi)  | Šiaulių FA           |
| 11  | HV     | Milita Ragauskaitė   | 27 tháng 8, 2002 (15 tuổi)  | Jonava               |
| 12  | TM     | Monika Bačkieriūtė   | 23 tháng 5, 2002 (15 tuổi)  | Marijampolė          |
| 13  | HV     | Greta Markauskaitė   | 4 tháng 4, 2002 (16 tuổi)   | Jonava               |
| 14  | TV     | Ugnė Lazdauskaitė    | 9 tháng 10, 2002 (15 tuổi)  | MFA Žalgiris Vilnius |
| 15  | TV     | Dorotėja Aidukaitė   | 15 tháng 5, 2002 (15 tuổi)  | MFA Žalgiris Vilnius |
| 16  | TV     | Marija Galkina       | 12 tháng 9, 2002 (15 tuổi)  | Panevėžio FA         |
| 17  | HV     | Laura Ubartaitė      | 7 tháng 8, 2002 (15 tuổi)   | Banga                |
| 18  | TV     | Judita Sabatauskaitė | 23 tháng 5, 2002 (15 tuổi)  | Jonava               |
| 19  | TV     | Saulė Jonynaitė      | 5 tháng 5, 2002 (16 tuổi)   | MFA Žalgiris Vilnius |
| 20  | TV     | Gabrielė Ragauskaitė | 11 tháng 8, 2001 (16 tuổi)  | Jonava               |
| 21  | TĐ     | Karilė Liužinaitė    | 10 tháng 9, 2002 (15 tuổi)  | Panevėžio FA         |
| 22  | TM     | Meda Šeškutė         | 1 tháng 8, 2003 (14 tuổi)   | Vilniaus FM          |
| 23  | TV     | Loreta Rogačiova     | 19 tháng 3, 2001 (17 tuổi)  | Vilniaus FM          |
| 24  | TĐ     | Dovilė Dockaitė      | 12 tháng 12, 2003 (14 tuổi) | FK Šešupė            |

### Đức
Đức công bố đội hình vào ngày 19 tháng 4 năm 2018.
Huấn luyện viên: Anouschka Bernhard
| 0#0 | Vị trí | Cầu thủ            | Ngày sinh và tuổi           | Câu lạc bộ       |
| --- | ------ | ------------------ | --------------------------- | ---------------- |
| 1   | TM     | Wiebke Willebrandt | 16 tháng 1, 2001 (17 tuổi)  | TuS Lipperode    |
| 2   | HV     | Laura Donhauser    | 4 tháng 9, 2001 (16 tuổi)   | FC Amberg        |
| 3   | HV     | Julia Pollak       | 9 tháng 5, 2002 (16 tuổi)   | Bayern Munich    |
| 4   | HV     | Emilie Bernhardt   | 5 tháng 5, 2002 (16 tuổi)   | DJK Ingolstadt   |
| 5   | HV     | Greta Stegemann    | 12 tháng 2, 2001 (17 tuổi)  | SC Freiburg      |
| 6   | HV     | Anna Aehling       | 23 tháng 3, 2001 (17 tuổi)  | FSV Gütersloh    |
| 7   | TV     | Gia Corley         | 20 tháng 5, 2002 (15 tuổi)  | JFG Wendelstein  |
| 8   | TV     | Leonie Köster      | 6 tháng 4, 2001 (17 tuổi)   | Bayern Munich    |
| 9   | TĐ     | Shekiera Martinez  | 4 tháng 7, 2001 (16 tuổi)   | FFC Frankfurt    |
| 10  | TĐ     | Ivana Fuso         | 12 tháng 3, 2001 (17 tuổi)  | SC Freiburg      |
| 11  | TV     | Vanessa Fudalla    | 21 tháng 10, 2001 (16 tuổi) | Bayern Munich    |
| 12  | TM     | Maria Luisa Grohs  | 13 tháng 6, 2001 (16 tuổi)  | 1. FC Gievenbeck |
| 13  | HV     | Charlotte Blümel   | 8 tháng 12, 2001 (16 tuổi)  | FSV Gütersloh    |
| 14  | HV     | Madeleine Steck    | 31 tháng 1, 2002 (16 tuổi)  | VfL Sindelfingen |
| 15  | HV     | Lina Jubel         | 26 tháng 1, 2001 (17 tuổi)  | Neubrandenburg   |
| 16  | HV     | Michelle Weiß      | 27 tháng 5, 2001 (16 tuổi)  | SV Alberweiler   |
| 18  | TV     | Miray Cin          | 5 tháng 7, 2001 (16 tuổi)   | SGS Essen        |
| 19  | TV     | Pauline Berning    | 9 tháng 1, 2001 (17 tuổi)   | FSV Gütersloh    |
| 20  | TĐ     | Nora Clausen       | 8 tháng 2, 2001 (17 tuổi)   | Werder Bremen    |
| 22  | TV     | Sophie Weidauer    | 10 tháng 2, 2002 (16 tuổi)  | Turbine Potsdam  |

### Phần Lan
Phần Lan công bố đội hình vào ngày 3 tháng 5 năm 2018.
Huấn luyện viên: Marko Saloranta
| 0#0 | Vị trí | Cầu thủ           | Ngày sinh và tuổi           | Câu lạc bộ                   |
| --- | ------ | ----------------- | --------------------------- | ---------------------------- |
| 1   | TM     | Emma Immonen      | 1 tháng 5, 2001 (17 tuổi)   | PK-35 Vantaa                 |
| 2   | HV     | Joanna Tynnilä    | 1 tháng 9, 2001 (16 tuổi)   | TiPS                         |
| 3   | HV     | Jenna Topra       | 17 tháng 6, 2001 (16 tuổi)  | TiPS                         |
| 4   | HV     | Kaisa Juvonen     | 7 tháng 1, 2001 (17 tuổi)   | Ilves                        |
| 5   | HV     | Ella Pesonen      |                             | HJK                          |
| 6   | HV     | Nana Yang         | 1 tháng 10, 2001 (16 tuổi)  | Honka                        |
| 8   | TV     | Oona Siren        | 23 tháng 2, 2001 (17 tuổi)  | TiPS                         |
| 9   | TV     | Emma Varmanen     | 19 tháng 3, 2001 (17 tuổi)  | HJK                          |
| 10  | TV     | Tuuli Enkkilä     | 18 tháng 6, 2001 (16 tuổi)  | Ilves                        |
| 11  | TĐ     | Jenni Kantanen    | 12 tháng 8, 2001 (16 tuổi)  | Ilves                        |
| 12  | TM     | Anna Koivunen     | 6 tháng 11, 2001 (16 tuổi)  | TPS                          |
| 13  | HV     | Emmi Siren        | 23 tháng 2, 2001 (17 tuổi)  | TiPS                         |
| 14  | TĐ     | Aino Vuorinen     | 18 tháng 12, 2001 (16 tuổi) | Honka                        |
| 15  | TV     | Annika Huhta      | 29 tháng 1, 2002 (16 tuổi)  | HJK                          |
| 16  | TV     | Alma Forstén      |                             | Jyväskylän Pallokerho        |
| 17  | TV     | Vilma Koivisto    | 21 tháng 11, 2002 (15 tuổi) | Piteå IF                     |
| 18  | TV     | Katariina Kosola  | 24 tháng 2, 2001 (17 tuổi)  | Hämeenlinnan Jalkapalloseura |
| 19  | TV     | Heta Olmala       |                             | Oulu Nice Soccer             |
| 20  | TĐ     | Dana Leskinen     | 22 tháng 9, 2001 (16 tuổi)  | TSG Hoffenheim               |
| 21  | TV     | Eerika Appelqvist | 4 tháng 6, 2001 (16 tuổi)   | Honka                        |

### Hà Lan
Hà Lan công bố đội hình vào ngày 3 tháng 5 năm 2018.
Huấn luyện viên: Marleen Wissink
| 0#0 | Vị trí | Cầu thủ                   | Ngày sinh và tuổi           | Câu lạc bộ      |
| --- | ------ | ------------------------- | --------------------------- | --------------- |
| 1   | TM     | Claire Dinkla             | 22 tháng 6, 2002 (15 tuổi)  | CTO Amsterdam   |
| 2   | HV     | Lieske Carleer            | 16 tháng 4, 2001 (17 tuổi)  | CTO Eindhoven   |
| 3   | HV     | Gwyneth Hendriks          | 4 tháng 3, 2001 (17 tuổi)   | CTO Amsterdam   |
| 4   | HV     | Samantha van Diemen       | 28 tháng 1, 2002 (16 tuổi)  | CTO Amsterdam   |
| 5   | HV     | Lotte Jansen              | 2 tháng 6, 2001 (16 tuổi)   | CTO Eindhoven   |
| 6   | TV     | Jonna van de Velde        | 4 tháng 11, 2001 (16 tuổi)  | CTO Amsterdam   |
| 7   | TĐ     | Chasity Grant             | 19 tháng 4, 2001 (17 tuổi)  | ADO Den Haag    |
| 8   | HV     | Dana Foederer             |                             | CTO Eindhoven   |
| 9   | TĐ     | Romée Leuchter            | 12 tháng 1, 2001 (17 tuổi)  | CTO Eindhoven   |
| 10  | TV     | Kirsten van de Westeringh | 6 tháng 6, 2001 (16 tuổi)   | CTO Amsterdam   |
| 11  | TV     | Nikita Tromp              | 8 tháng 5, 2002 (16 tuổi)   | CTO Amsterdam   |
| 12  | HV     | Julia Kagie               | 8 tháng 1, 2001 (17 tuổi)   | ADO Den Haag    |
| 13  | TV     | Roos van der Veen         | 30 tháng 10, 2001 (16 tuổi) | CTO Eindhoven   |
| 14  | HV     | Moisa van Koot            | 9 tháng 6, 2001 (16 tuổi)   | PEC Zwolle      |
| 15  | TV     | Danique van Ginkel        |                             | SV Saestum      |
| 16  | TM     | Lois Niënhuis             | 4 tháng 2, 2001 (17 tuổi)   | Longa '30       |
| 17  | TĐ     | Isa Van Eester            | 7 tháng 3, 2001 (17 tuổi)   | VV Baronie      |
| 18  | TĐ     | Ella Peddemors            | 6 tháng 8, 2002 (15 tuổi)   | Sparta Enschede |
| 19  | TĐ     | Lakeesha Eijken           |                             | CTO Amsterdam   |
| 20  | TĐ     | Pascalle Pomper           | 13 tháng 5, 2001 (16 tuổi)  | SV Meppen       |

## Bảng B

### Ba Lan
Ba Lan công bố đội hình vào ngày 19 tháng 4 năm 2018.
Huấn luyện viên: Nina Patalon
| 0#0 | Vị trí | Cầu thủ               | Ngày sinh và tuổi           | Câu lạc bộ                |
| --- | ------ | --------------------- | --------------------------- | ------------------------- |
| 1   | TM     | Marta Kaźmierczak     | 28 tháng 11, 2002 (15 tuổi) | Bielawianka Bielawa       |
| 2   | HV     | Anna Konkol           | 8 tháng 1, 2002 (16 tuổi)   | ROW Rybnik                |
| 3   | TĐ     | Agnieszka Glinka      | 8 tháng 7, 2002 (15 tuổi)   | SMS Łódź                  |
| 4   | TV     | Paulina Oleksiak      | 4 tháng 7, 2002 (15 tuổi)   | SMS Łódź                  |
| 5   | HV     | Oliwia Silny          | 16 tháng 7, 2002 (15 tuổi)  | Bielawianka Bielawa       |
| 6   | HV     | Zuzanna Radochońska   | 11 tháng 11, 2002 (15 tuổi) | Sztorm AWFiS Gdańsk       |
| 7   | TĐ     | Paulina Tomasiak      | 2 tháng 1, 2002 (16 tuổi)   | Staszkówka Jelna          |
| 8   | HV     | Wiktoria Zieniewicz   | 9 tháng 5, 2002 (16 tuổi)   | SMS Łódź                  |
| 9   | TĐ     | Kinga Kozak           | 15 tháng 10, 2002 (15 tuổi) | Medyk Konin               |
| 10  | TV     | Paulina Filipczak     | 5 tháng 7, 2001 (16 tuổi)   | SMS Łódź                  |
| 11  | TV     | Adriana Achcińska     | 22 tháng 4, 2002 (16 tuổi)  | Miedź Legnica             |
| 12  | TM     | Sara Kierul           | 23 tháng 6, 2002 (15 tuổi)  | Blau-Weiß Hohen Neuendorf |
| 13  | TV     | Wiktoria Kiszkis      | 14 tháng 6, 2003 (14 tuổi)  | Arsenal                   |
| 14  | TV     | Michelle Biskup       |                             | FC Köln                   |
| 15  | HV     | Oliwia Cichy          | 18 tháng 9, 2001 (16 tuổi)  | Czarni Sosnowiec          |
| 16  | HV     | Alicja Sokołowska     | 26 tháng 10, 2002 (15 tuổi) | SMS Łódź                  |
| 17  | HV     | Zofia Buszewska       | 5 tháng 4, 2002 (16 tuổi)   | Medyk Konin               |
| 18  | TĐ     | Klaudia Homa          | 18 tháng 1, 2002 (16 tuổi)  | AZS Wrocław               |
| 19  | TV     | Natalia Padilla Bidas |                             | Málaga                    |
| 20  | TV     | Alexis Legowski       | 20 tháng 9, 2001 (16 tuổi)  | FC Stars                  |

### Tây Ban Nha
Tây Ban Nha công bố đội hình vào ngày 30 tháng 4 năm 2018.
Huấn luyện viên: Toña
| 0#0 | Vị trí | Cầu thủ                | Ngày sinh và tuổi           | Câu lạc bộ              |
| --- | ------ | ---------------------- | --------------------------- | ----------------------- |
| 1   | TM     | Paula Suárez           | 6 tháng 8, 2001 (16 tuổi)   | Sporting Gijón          |
| 2   | HV     | Iria Castro            | 2 tháng 1, 2002 (16 tuổi)   | Nuestra Señora de Belén |
| 3   | TV     | Ana Tejada             | 2 tháng 6, 2002 (15 tuổi)   | CDEF Logroño            |
| 4   | HV     | Teresa Mérida          | 17 tháng 7, 2002 (15 tuổi)  | Jerez Industrial        |
| 5   | HV     | Jana Fernández         | 18 tháng 2, 2002 (16 tuổi)  | Barcelona C             |
| 6   | TV     | Irene López            | 26 tháng 9, 2001 (16 tuổi)  | Madrid CFF              |
| 7   | TV     | Paola Hernández        | 25 tháng 7, 2002 (15 tuổi)  | Tenerife Egatesa        |
| 8   | TV     | Aida Esteve            | 12 tháng 3, 2001 (17 tuổi)  | Barcelona B             |
| 9   | HV     | Mabel Okoye            | 30 tháng 7, 2001 (16 tuổi)  | Madrid CFF              |
| 11  | TĐ     | Bruna Vilamala         | 4 tháng 6, 2002 (15 tuổi)   | Barcelona C             |
| 12  | TV     | Leire Peña             | 20 tháng 6, 2001 (16 tuổi)  | Madrid CFF              |
| 13  | TM     | Catalina Coll          | 23 tháng 4, 2001 (17 tuổi)  | UD Collerense           |
| 14  | TĐ     | Isabel Pala            |                             | Madrid CFF              |
| 15  | HV     | Naroa Uriarte          | 5 tháng 2, 2001 (17 tuổi)   | Athletic Club           |
| 16  | TĐ     | Paula Arana            | 8 tháng 11, 2001 (16 tuổi)  | Aurrerá de Vitoria      |
| 17  | HV     | María Méndez Fernández | 10 tháng 4, 2001 (17 tuổi)  | Real Oviedo             |
| 18  | TĐ     | Eva María Navarro      | 27 tháng 1, 2001 (17 tuổi)  | Plaza de Argel          |
| 19  | TĐ     | Salma Paralluelo       | 13 tháng 11, 2003 (14 tuổi) | Zaragoza CFF            |
| 20  | HV     | Paula Tomás            |                             | Levante                 |
| 21  | TĐ     | Aixa Salvador          | 12 tháng 10, 2001 (16 tuổi) | Villarreal              |

### Ý
Ý công bố đội hình vào ngày 27 tháng 4 năm 2018.
Huấn luyện viên: Massimo Migliorini
| 0#0 | Vị trí | Cầu thủ            | Ngày sinh và tuổi          | Câu lạc bộ          |
| --- | ------ | ------------------ | -------------------------- | ------------------- |
| 1   | TM     | Beatrice Beretta   | 1 tháng 1, 2003 (15 tuổi)  | Juventus            |
| 2   | HV     | Angela Orlando     | 4 tháng 5, 2001 (17 tuổi)  | Res Roma            |
| 3   | HV     | Paola Boglioni     | 28 tháng 6, 2001 (16 tuổi) | Brescia             |
| 4   | HV     | Chiara Pucci       | 13 tháng 1, 2002 (16 tuổi) | Bayern Munich       |
| 5   | TV     | Chiara Mele        |                            | Fortitudo Mozzecane |
| 6   | TV     | Benedetta De Biase | 3 tháng 8, 2001 (16 tuổi)  | Napoli              |
| 7   | HV     | Elisa Donda        | 9 tháng 7, 2000 (17 tuổi)  | Tavagnacco          |
| 8   | TV     | Marta Morreale     | 29 tháng 8, 2001 (16 tuổi) | Fiorentina          |
| 9   | TĐ     | Sara Tamborini     | 3 tháng 5, 2001 (17 tuổi)  | Azalee              |
| 10  | TV     | Melissa Bellucci   | 8 tháng 2, 2001 (17 tuổi)  | Jesina              |
| 11  | TĐ     | Asia Bragonzi      | 5 tháng 3, 2001 (17 tuổi)  | Internazionale      |
| 12  | TM     | Camilla Forcinella | 22 tháng 6, 2001 (16 tuổi) | AGSM Verona         |
| 13  | TĐ     | Maria Grazia Ladu  | 24 tháng 1, 2001 (17 tuổi) | Sassari Torres      |
| 14  | HV     | Heden Corrado      | 5 tháng 3, 2002 (16 tuổi)  | Res Roma            |
| 15  | HV     | Chiara Ripamonti   | 31 tháng 3, 2001 (17 tuổi) | Internazionale      |
| 16  | TV     | Emma Severini      |                            | Fiorentina          |
| 17  | TĐ     | Teresa Fracas      | 4 tháng 3, 2001 (17 tuổi)  | Ligorna             |
| 18  | TV     | Veronica Battelani |                            | Riccione            |
| 19  | TV     | Martina Tomaselli  | 1 tháng 8, 2001 (16 tuổi)  | Brescia             |
| 20  | TĐ     | Serena Landa       | 29 tháng 3, 2001 (17 tuổi) | Real Meda           |

### Anh
Anh công bố đội hình vào ngày 2 tháng 5 năm 2018.
Huấn luyện viên: John Griffiths
| 0#0 | Vị trí | Cầu thủ            | Ngày sinh và tuổi           | Câu lạc bộ          |
| --- | ------ | ------------------ | --------------------------- | ------------------- |
| 1   | TM     | Kayla Rendell      |                             | Southampton         |
| 2   | HV     | Emma Brown         | 16 tháng 10, 2001 (16 tuổi) | Teesside            |
| 3   | HV     | Phoebe Williams    | 23 tháng 3, 2001 (17 tuổi)  | Southampton         |
| 4   | TV     | Katie Bradley      |                             | Manchester City     |
| 5   | TV     | Lia Cataldo        | 11 tháng 2, 2001 (17 tuổi)  | Arsenal             |
| 6   | HV     | Abbie Roberts      | 7 tháng 6, 2001 (16 tuổi)   | Milton Keynes Dons  |
| 7   | TĐ     | Simran Jhamat      | 22 tháng 1, 2001 (17 tuổi)  | Liverpool           |
| 8   | TV     | Ava Kuyken         | 15 tháng 6, 2001 (16 tuổi)  | Arsenal             |
| 9   | TĐ     | Ebony Salmon       | 27 tháng 1, 2001 (17 tuổi)  | Aston Villa         |
| 10  | TĐ     | Annabel Blanchard  | 7 tháng 5, 2001 (17 tuổi)   | Liverpool           |
| 11  | TĐ     | Libby Smith        | 3 tháng 11, 2001 (16 tuổi)  | Chelsea             |
| 12  | HV     | Asmita Ale         | 3 tháng 11, 2001 (16 tuổi)  | Aston Villa         |
| 13  | TM     | Fran Stenson       | 27 tháng 4, 2001 (17 tuổi)  | Birmingham City     |
| 14  | TV     | Paris McKenzie     | 1 tháng 1, 2001 (17 tuổi)   | Birmingham City     |
| 15  | HV     | Lucy Roberts       | 11 tháng 5, 2001 (16 tuổi)  | Liverpool           |
| 16  | TV     | Missy Bo Kearns    |                             | Liverpool           |
| 17  | TĐ     | Paige Bailey-Gayle | 12 tháng 11, 2001 (16 tuổi) | Arsenal             |
| 18  | TV     | Jess Park          | 21 tháng 10, 2001 (16 tuổi) | Manchester City     |
| 19  | TĐ     | Hannah Griffin     | 12 tháng 1, 2001 (17 tuổi)  | Saarbrücken         |
| 20  | TV     | Jess Woolley       | 27 tháng 3, 2001 (17 tuổi)  | Bristol City W.F.C. |